# Jiménez kommun, Michoacán de Ocampo
Jiménez är en kommun i Mexiko.   Den ligger i delstaten Michoacán de Ocampo, i den centrala delen av landet, 280 km väster om huvudstaden Mexico City.
Följande samhällen finns i Jiménez:
- Villa Jiménez
- Copándaro
- Las Colonias
- El Cuatro
- Huandacuca
- El Ranchito
- Tumbio
- La Soledad
- La Estación